# Eleições legislativas portuguesas de 1985 nos Açores
| Eleições legislativas portuguesas de 1985 Distritos: Aveiro \| Beja \| Braga \| Bragança \| Castelo Branco \| Coimbra \| Évora \| Faro \| Guarda \| Leiria \| Lisboa \| Portalegre \| Porto \| Santarém \| Setúbal \| Viana do Castelo \| Vila Real \| Viseu \| Açores \| Madeira \| Estrangeiro |

## Resultados por Concelho
Os resultados nos concelhos da Região Autónoma dos Açores foram os seguintes:

### Angra do Heroísmo
| Partido                 | Partido                       | Votos  | %               | +/-   |
| ----------------------- | ----------------------------- | ------ | --------------- | ----- |
|                         | Partido Social Democrata      | 7 211  | 40,93 / 100,00  | 7,18  |
|                         | Partido Socialista            | 4 908  | 27,86 / 100,00  | 10,37 |
|                         | Partido Renovador Democrático | 2 413  | 13,70 / 100,00  | Novo  |
|                         | Centro Democrático e Social   | 1 369  | 7,77 / 100,00   | 2,48  |
|                         | Aliança Povo Unido            | 665    | 3,77 / 100,00   | 1,03  |
|                         | União Democrática Popular     | 304    | 1,73 / 100,00   | 0,88  |
|                         | Outros                        | 336    | 1,90 / 100,00   |       |
| Votos Inválidos         | Votos Inválidos               | 410    | 2,33 / 100,00   | 0,41  |
| Total                   | Total                         | 17 616 | 100,00 / 100,00 |       |
| Eleitorado/Participação | Eleitorado/Participação       | 28 199 | 62,47 / 100,00  | 6,96  |

### Calheta
| Partido                 | Partido                       | Votos | %               | +/-   |
| ----------------------- | ----------------------------- | ----- | --------------- | ----- |
|                         | Partido Social Democrata      | 1 514 | 63,85 / 100,00  | 14,52 |
|                         | Centro Democrático e Social   | 409   | 17,25 / 100,00  | 6,85  |
|                         | Partido Socialista            | 174   | 7,34 / 100,00   | 0,65  |
|                         | Partido Renovador Democrático | 149   | 6,28 / 100,00   | Novo  |
|                         | Partido da Democracia Cristã  | 27    | 1,14 / 100,00   | -     |
|                         | Outros                        | 53    | 2,23 / 100,00   |       |
| Votos Inválidos         | Votos Inválidos               | 45    | 1,89 / 100,00   | 0,06  |
| Total                   | Total                         | 2 371 | 100,00 / 100,00 |       |
| Eleitorado/Participação | Eleitorado/Participação       | 3 468 | 68,37 / 100,00  | 2,25  |

### Corvo
| Partido                 | Partido                       | Votos | %               | +/-   |
| ----------------------- | ----------------------------- | ----- | --------------- | ----- |
|                         | Partido Social Democrata      | 88    | 42,72 / 100,00  | 14,35 |
|                         | Partido Socialista            | 58    | 28,16 / 100,00  | 4,16  |
|                         | Partido Renovador Democrático | 36    | 17,48 / 100,00  | Novo  |
|                         | Aliança Povo Unido            | 4     | 1,94 / 100,00   | 1,09  |
|                         | Centro Democrático e Social   | 3     | 1,46 / 100,00   | 1,46  |
|                         | Outros                        | 4     | 1,95 / 100,00   |       |
| Votos Inválidos         | Votos Inválidos               | 13    | 6,31 / 100,00   | 2,26  |
| Total                   | Total                         | 206   | 100,00 / 100,00 |       |
| Eleitorado/Participação | Eleitorado/Participação       | 282   | 73,05 / 100,00  | 10,79 |

### Horta
| Partido                 | Partido                       | Votos  | %               | +/-  |
| ----------------------- | ----------------------------- | ------ | --------------- | ---- |
|                         | Partido Social Democrata      | 3 858  | 48,36 / 100,00  | 6,61 |
|                         | Partido Socialista            | 1 763  | 22,10 / 100,00  | 8,57 |
|                         | Partido Renovador Democrático | 1 003  | 12,57 / 100,00  | Novo |
|                         | Centro Democrático e Social   | 614    | 7,70 / 100,00   | 2,53 |
|                         | Aliança Povo Unido            | 409    | 5,13 / 100,00   | 0,33 |
|                         | Outros                        | 198    | 2,48 / 100,00   |      |
| Votos Inválidos         | Votos Inválidos               | 132    | 1,65 / 100,00   | 0,19 |
| Total                   | Total                         | 7 977  | 100,00 / 100,00 |      |
| Eleitorado/Participação | Eleitorado/Participação       | 11 261 | 70,84 / 100,00  | 3,62 |

### Lagoa
| Partido                 | Partido                       | Votos | %               | +/-   |
| ----------------------- | ----------------------------- | ----- | --------------- | ----- |
|                         | Partido Social Democrata      | 1 891 | 50,29 / 100,00  | 2,05  |
|                         | Partido Renovador Democrático | 642   | 17,07 / 100,00  | Novo  |
|                         | Partido Socialista            | 557   | 14,81 / 100,00  | 15,50 |
|                         | Aliança Povo Unido            | 208   | 5,53 / 100,00   | 1,41  |
|                         | Centro Democrático e Social   | 180   | 4,79 / 100,00   | 0,35  |
|                         | União Democrática Popular     | 40    | 1,06 / 100,00   | 0,47  |
|                         | Outros                        | 92    | 2,45 / 100,00   |       |
| Votos Inválidos         | Votos Inválidos               | 150   | 3,99 / 100,00   | 0,27  |
| Total                   | Total                         | 3 760 | 100,00 / 100,00 |       |
| Eleitorado/Participação | Eleitorado/Participação       | 7 286 | 51,61 / 100,00  | 11,32 |

### Lajes das Flores
| Partido                 | Partido                       | Votos | %               | +/-   |
| ----------------------- | ----------------------------- | ----- | --------------- | ----- |
|                         | Partido Social Democrata      | 358   | 40,68 / 100,00  | 9,26  |
|                         | Partido Socialista            | 187   | 21,25 / 100,00  | 11,82 |
|                         | Partido Renovador Democrático | 133   | 15,11 / 100,00  | Novo  |
|                         | Aliança Povo Unido            | 86    | 9,77 / 100,00   | 2,44  |
|                         | Centro Democrático e Social   | 59    | 6,70 / 100,00   | 2,82  |
|                         | Outros                        | 27    | 3,06 / 100,00   |       |
| Votos Inválidos         | Votos Inválidos               | 30    | 3,41 / 100,00   | 0,47  |
| Total                   | Total                         | 880   | 100,00 / 100,00 |       |
| Eleitorado/Participação | Eleitorado/Participação       | 1 415 | 62,19 / 100,00  | 1,22  |

### Lajes do Pico
| Partido                 | Partido                       | Votos | %               | +/-  |
| ----------------------- | ----------------------------- | ----- | --------------- | ---- |
|                         | Partido Social Democrata      | 1 324 | 46,90 / 100,00  | 3,86 |
|                         | Partido Socialista            | 1 057 | 37,44 / 100,00  | 3,15 |
|                         | Partido Renovador Democrático | 190   | 6,73 / 100,00   | Novo |
|                         | Centro Democrático e Social   | 118   | 4,18 / 100,00   | 1,01 |
|                         | Aliança Povo Unido            | 41    | 1,45 / 100,00   | 0,40 |
|                         | Outros                        | 49    | 1,74 / 100,00   |      |
| Votos Inválidos         | Votos Inválidos               | 44    | 1,56 / 100,00   | 0,13 |
| Total                   | Total                         | 2 823 | 100,00 / 100,00 |      |
| Eleitorado/Participação | Eleitorado/Participação       | 4 468 | 63,18 / 100,00  | 6,25 |

### Madalena
| Partido                 | Partido                       | Votos | %               | +/-  |
| ----------------------- | ----------------------------- | ----- | --------------- | ---- |
|                         | Partido Social Democrata      | 1 672 | 52,64 / 100,00  | 5,48 |
|                         | Partido Socialista            | 784   | 24,69 / 100,00  | 6,95 |
|                         | Partido Renovador Democrático | 325   | 10,23 / 100,00  | Novo |
|                         | Centro Democrático e Social   | 131   | 4,12 / 100,00   | 1,70 |
|                         | Aliança Povo Unido            | 113   | 3,56 / 100,00   | 0,21 |
|                         | Outros                        | 84    | 2,64 / 100,00   |      |
| Votos Inválidos         | Votos Inválidos               | 67    | 2,11 / 100,00   | 0,03 |
| Total                   | Total                         | 3 176 | 100,00 / 100,00 |      |
| Eleitorado/Participação | Eleitorado/Participação       | 4 544 | 69,89 / 100,00  | 3,94 |

### Nordeste
| Partido                 | Partido                       | Votos | %               | +/-  |
| ----------------------- | ----------------------------- | ----- | --------------- | ---- |
|                         | Partido Social Democrata      | 1 546 | 53,49 / 100,00  | 3,53 |
|                         | Partido Socialista            | 505   | 17,47 / 100,00  | 9,65 |
|                         | Partido Renovador Democrático | 293   | 10,14 / 100,00  | Novo |
|                         | Aliança Povo Unido            | 176   | 6,09 / 100,00   | 3,60 |
|                         | Centro Democrático e Social   | 173   | 5,99 / 100,00   | 0,09 |
|                         | União Democrática Popular     | 34    | 1,18 / 100,00   | 0,86 |
|                         | Partido da Democracia Cristã  | 33    | 1,14 / 100,00   | -    |
|                         | Outros                        | 49    | 1,69 / 100,00   |      |
| Votos Inválidos         | Votos Inválidos               | 81    | 2,80 / 100,00   | 1,22 |
| Total                   | Total                         | 2 890 | 100,00 / 100,00 |      |
| Eleitorado/Participação | Eleitorado/Participação       | 4 730 | 61,10 / 100,00  | 8,41 |

### Ponta Delgada
| Partido                 | Partido                       | Votos  | %               | +/-   |
| ----------------------- | ----------------------------- | ------ | --------------- | ----- |
|                         | Partido Social Democrata      | 11 249 | 46,83 / 100,00  | 6,27  |
|                         | Partido Renovador Democrático | 5 638  | 23,47 / 100,00  | Novo  |
|                         | Partido Socialista            | 3 095  | 12,89 / 100,00  | 16,59 |
|                         | Aliança Povo Unido            | 1 461  | 6,08 / 100,00   | 1,39  |
|                         | Centro Democrático e Social   | 1 115  | 4,64 / 100,00   | 0,86  |
|                         | Partido da Democracia Cristã  | 269    | 1,12 / 100,00   | -     |
|                         | União Democrática Popular     | 255    | 1,06 / 100,00   | 0,38  |
|                         | Outros                        | 334    | 1,39 / 100,00   |       |
| Votos Inválidos         | Votos Inválidos               | 604    | 2,52 / 100,00   | 0,58  |
| Total                   | Total                         | 24 020 | 100,00 / 100,00 |       |
| Eleitorado/Participação | Eleitorado/Participação       | 42 904 | 55,99 / 100,00  | 6,84  |

### Povoação
| Partido                 | Partido                       | Votos | %               | +/-   |
| ----------------------- | ----------------------------- | ----- | --------------- | ----- |
|                         | Partido Social Democrata      | 1 947 | 54,74 / 100,00  | 4,59  |
|                         | Partido Renovador Democrático | 488   | 13,72 / 100,00  | Novo  |
|                         | Partido Socialista            | 459   | 12,90 / 100,00  | 11,13 |
|                         | Centro Democrático e Social   | 206   | 5,79 / 100,00   | 0,58  |
|                         | Aliança Povo Unido            | 152   | 4,27 / 100,00   | 2,66  |
|                         | União Democrática Popular     | 49    | 1,38 / 100,00   | 0,87  |
|                         | Outros                        | 87    | 2,44 / 100,00   |       |
| Votos Inválidos         | Votos Inválidos               | 169   | 4,75 / 100,00   | 0,71  |
| Total                   | Total                         | 3 557 | 100,00 / 100,00 |       |
| Eleitorado/Participação | Eleitorado/Participação       | 5 925 | 60,03 / 100,00  | 6,79  |

### Ribeira Grande
| Partido                 | Partido                       | Votos  | %               | +/-   |
| ----------------------- | ----------------------------- | ------ | --------------- | ----- |
|                         | Partido Social Democrata      | 4 808  | 50,87 / 100,00  | 6,78  |
|                         | Partido Socialista            | 1 765  | 18,67 / 100,00  | 11,23 |
|                         | Partido Renovador Democrático | 1 381  | 14,61 / 100,00  | Novo  |
|                         | Aliança Povo Unido            | 416    | 4,40 / 100,00   | 2,24  |
|                         | Centro Democrático e Social   | 280    | 2,96 / 100,00   | 0,16  |
|                         | União Democrática Popular     | 142    | 1,50 / 100,00   | 1,01  |
|                         | Outros                        | 246    | 2,60 / 100,00   |       |
| Votos Inválidos         | Votos Inválidos               | 414    | 4,38 / 100,00   | 0,09  |
| Total                   | Total                         | 9 452  | 100,00 / 100,00 |       |
| Eleitorado/Participação | Eleitorado/Participação       | 17 319 | 54,58 / 100,00  | 9,67  |

### Santa Cruz da Graciosa
| Partido                 | Partido                       | Votos | %               | +/-  |
| ----------------------- | ----------------------------- | ----- | --------------- | ---- |
|                         | Partido Social Democrata      | 1 715 | 66,19 / 100,00  | 3,62 |
|                         | Partido Socialista            | 592   | 22,85 / 100,00  | 8,09 |
|                         | Partido Renovador Democrático | 132   | 5,09 / 100,00   | Novo |
|                         | Centro Democrático e Social   | 36    | 1,39 / 100,00   | 0,25 |
|                         | Outros                        | 65    | 2,51 / 100,00   |      |
| Votos Inválidos         | Votos Inválidos               | 51    | 1,97 / 100,00   | 0,69 |
| Total                   | Total                         | 2 591 | 100,00 / 100,00 |      |
| Eleitorado/Participação | Eleitorado/Participação       | 4 301 | 60,24 / 100,00  | 4,82 |

### Santa Cruz das Flores
| Partido                 | Partido                       | Votos | %               | +/-   |
| ----------------------- | ----------------------------- | ----- | --------------- | ----- |
|                         | Partido Social Democrata      | 527   | 40,02 / 100,00  | 4,92  |
|                         | Centro Democrático e Social   | 310   | 23,54 / 100,00  | 7,22  |
|                         | Partido Socialista            | 201   | 15,26 / 100,00  | 4,84  |
|                         | Partido Renovador Democrático | 139   | 10,55 / 100,00  | Novo  |
|                         | Aliança Povo Unido            | 87    | 6,61 / 100,00   | 3,23  |
|                         | Outros                        | 23    | 1,75 / 100,00   |       |
| Votos Inválidos         | Votos Inválidos               | 30    | 2,28 / 100,00   | 10,34 |
| Total                   | Total                         | 1 317 | 100,00 / 100,00 |       |
| Eleitorado/Participação | Eleitorado/Participação       | 1 921 | 68,56 / 100,00  | 2,57  |

### São Roque do Pico
| Partido                 | Partido                       | Votos | %               | +/-     |
| ----------------------- | ----------------------------- | ----- | --------------- | ------- |
|                         | Partido Social Democrata      | 841   | 43,22 / 100,00  | 10,65   |
|                         | Partido Socialista            | 516   | 26,52 / 100,00  | 8,65    |
|                         | Partido Renovador Democrático | 284   | 14,59 / 100,00  | Novo    |
|                         | Centro Democrático e Social   | 115   | 5,91 / 100,00   | 4,09    |
|                         | Aliança Povo Unido            | 98    | 5,04 / 100,00   | Estável |
|                         | Outros                        | 48    | 2,46 / 100,00   |         |
| Votos Inválidos         | Votos Inválidos               | 44    | 2,26 / 100,00   | 0,23    |
| Total                   | Total                         | 1 946 | 100,00 / 100,00 |         |
| Eleitorado/Participação | Eleitorado/Participação       | 2 833 | 68,69 / 100,00  | 4,59    |

### Velas
| Partido                 | Partido                       | Votos | %               | +/-  |
| ----------------------- | ----------------------------- | ----- | --------------- | ---- |
|                         | Partido Social Democrata      | 1 645 | 55,72 / 100,00  | 8,88 |
|                         | Centro Democrático e Social   | 609   | 20,63 / 100,00  | 3,95 |
|                         | Partido Socialista            | 276   | 9,35 / 100,00   | 4,23 |
|                         | Partido Renovador Democrático | 257   | 8,71 / 100,00   | Novo |
|                         | Aliança Povo Unido            | 50    | 1,69 / 100,00   | 1,14 |
|                         | Outros                        | 72    | 2,45 / 100,00   |      |
| Votos Inválidos         | Votos Inválidos               | 43    | 1,46 / 100,00   | 0,78 |
| Total                   | Total                         | 2 952 | 100,00 / 100,00 |      |
| Eleitorado/Participação | Eleitorado/Participação       | 4 227 | 69,84 / 100,00  | 1,60 |

### Vila do Porto
| Partido                 | Partido                       | Votos | %               | +/-   |
| ----------------------- | ----------------------------- | ----- | --------------- | ----- |
|                         | Partido Social Democrata      | 822   | 38,36 / 100,00  | 8,27  |
|                         | Partido Socialista            | 659   | 30,75 / 100,00  | 10,24 |
|                         | Partido Renovador Democrático | 395   | 18,43 / 100,00  | Novo  |
|                         | Centro Democrático e Social   | 98    | 4,57 / 100,00   | 0,35  |
|                         | Aliança Povo Unido            | 48    | 2,24 / 100,00   | 0,09  |
|                         | União Democrática Popular     | 30    | 1,40 / 100,00   | 0,43  |
|                         | Outros                        | 55    | 2,56 / 100,00   |       |
| Votos Inválidos         | Votos Inválidos               | 36    | 1,68 / 100,00   | 0,30  |
| Total                   | Total                         | 2 143 | 100,00 / 100,00 |       |
| Eleitorado/Participação | Eleitorado/Participação       | 4 444 | 48,22 / 100,00  | 8,91  |

### Vila Franca do Campo
| Partido                 | Partido                       | Votos | %               | +/-   |
| ----------------------- | ----------------------------- | ----- | --------------- | ----- |
|                         | Partido Social Democrata      | 2 159 | 50,23 / 100,00  | 6,38  |
|                         | Partido Renovador Democrático | 981   | 22,82 / 100,00  | Novo  |
|                         | Partido Socialista            | 523   | 12,17 / 100,00  | 18,88 |
|                         | Aliança Povo Unido            | 203   | 4,72 / 100,00   | 2,19  |
|                         | Centro Democrático e Social   | 146   | 3,40 / 100,00   | 0,22  |
|                         | União Democrática Popular     | 47    | 1,09 / 100,00   | 0,72  |
|                         | Outros                        | 102   | 2,37 / 100,00   |       |
| Votos Inválidos         | Votos Inválidos               | 137   | 3,19 / 100,00   | 0,47  |
| Total                   | Total                         | 4 298 | 100,00 / 100,00 |       |
| Eleitorado/Participação | Eleitorado/Participação       | 7 565 | 56,81 / 100,00  | 7,93  |

### Vila Praia da Vitória
| Partido                 | Partido                       | Votos  | %               | +/-  |
| ----------------------- | ----------------------------- | ------ | --------------- | ---- |
|                         | Partido Social Democrata      | 4 840  | 48,85 / 100,00  | 6,46 |
|                         | Partido Socialista            | 2 719  | 27,45 / 100,00  | 6,98 |
|                         | Partido Renovador Democrático | 868    | 8,76 / 100,00   | Novo |
|                         | Centro Democrático e Social   | 718    | 7,25 / 100,00   | 3,54 |
|                         | Aliança Povo Unido            | 274    | 2,77 / 100,00   | 1,34 |
|                         | União Democrática Popular     | 102    | 1,03 / 100,00   | 0,61 |
|                         | Outros                        | 190    | 1,92 / 100,00   |      |
| Votos Inválidos         | Votos Inválidos               | 196    | 1,97 / 100,00   | 0,56 |
| Total                   | Total                         | 9 907  | 100,00 / 100,00 |      |
| Eleitorado/Participação | Eleitorado/Participação       | 15 845 | 62,52 / 100,00  | 4,40 |